# 遠州一宮駅
もしかして
- 遠江一宮駅

ではありませんか？